# Sistema del Hayal de Ponata
El Sistema del Hayal de Ponata (SHP) es una gran caverna de 70 km de longitud y 415 m de profundidad (2016) que atraviesa de E a O la Sierra Salvada (Álava, Burgos, Vizcaya). 
Actualmente es la mayor red espeleológica explorada en el País Vasco y tiene cuatro entradas penetrables: la entrada histórica, la Sima del Hayal de Ponata I o SI-44 situada en territorio vizcaíno de Orduña; las simas del Hayal de Ponata VII o SI-57 (también conocida como Sima del Navarro) y del Barranco de Kobata I o SR-7 (la entrada situada a mayor altitud), ambas localizadas en Álava y finalmente, la Cueva del Rebollar II situada en terrenos del valle de Losa, en Burgos.

## Historia de las exploraciones
La historia del SHP es la historia de sus exploradores, fundamentalmente de los espeleólogos del Grupo Espeleológico Álavaés (GEA) y también de otros espeleólogos de la Unión de Espeleólogos Vascos (UEV) y del GE Edelweis que contribuyeron con su esfuerzo en Jornadas y campañas de verano.  Es una historia de superación y de trabajo en equipo que representa una parte muy importante de la historia de la espeleología Álavaesa de los últimos 30 años. Las páginas que siguen a continuación sólo recogen algunos pasajes singulares de esta historia;  detrás hay miles de horas de trabajo bajo tierra de cientos de espeleólogos que durante los últimos 33 años han contribuido a explorar la gran caverna.
El comienzo
La historia del SHP comenzó el 20 de marzo de 1983. Ese día un equipo del GEA que regresaba al campamento base desde una cueva situada junto al camino del pico Tologorri,  localizó en el borde S del Hayal de Ponata, en terrenos de Orduña, en el sector denominado “SI” de Sierra Salvada, una sima tapada por bloques, la número 44 en el inventario de esa zona, con un pequeño agujero soplador que expelía una intensa y gélida corriente de aire. 
El 16 de abril,  tres espeleólogos entraban por primera vez en la SI-44, descendían una red de pozos hasta -45 y conectaban con una galería importante recorrida por un riachuelo que seguían hasta una badina profunda.  La galería había que recorrerla durante 350 metros a media altura, utilizando las más variopintas posturas, y rápidamente fue bautizada por los exploradores como Meandro Paulova, en alusión a la virtuosa bailarina rusa. 
Los años 80
Los años 80 fueron años efervescentes y las exploraciones de la gran caverna eclipsaron cualquier otra actividad espeleológica del GEA. Todo era nuevo, todo continuaba. Se exploraba en equipos de 2 o 3 espeleólogos: un equipo siempre en punta, en la carrera hacia el fondo y otros explorando zonas laterales que iban proporcionando desarrollos kilométricos a la cueva. 
En sucesivas incursiones se llegaría rápidamente hasta La Alcantarilla y la Galería Indianápolis donde se pierde el Río del Hayal de Ponata, en un sifón, a 2,5 km de la entrada. Un afluente prometedor en cabecera de este río fue bautizado por los exploradores como Meandro del Duque, en alusión a la famosa frase del político de la época. Más adelante, aquella entrada daría acceso a una impresionante red de galerías que hoy en día concentra una quinta parte de los km explorados en el SHP. 
Desde aquí el itinerario hacia el fondo sigue unas galerías incómodas, con mucho  barro (Galería de la muela), donde las lluvias torrenciales de agosto de 1983 borraron de un plumazo todas nuestras huellas.  Luego viene La Playa y el  Papá Paulova que termina a los 4,2 km en un pozo aéreo de 23 metros de profundidad, el P23. En su base aparece el Río de Kobata que enseguida se oculta bajo una montaña de bloques de 40 m de altura - el Cono de los Doce Apóstoles -  producida por el colapso sobre la galería del río de una zona en esa fecha aún desconocida (el Laberinto Podrido). 
Un nuevo equipo ascendió el Cono de los Doce Apóstoles, superó un tramo de rápidos y encontró, a 5,2 km de la entrada, una galería enorme y seca, repleta de grandes bloques. En otoño, cuatro espeleólogos recorrían los primeros 500 m de ese caótico conducto, sembrado por montañas de bloques de hasta 30 m de altura, que continuamente necesitában ascender y descender para proseguir su camino. Con las siguientes exploraciones el número de amontonamientos crecería hasta siete y cuadraría con la denominación de Galería de los Siete Magníficos o para simplificar Gran Galería, que es el título oficial que hoy en día ostenta la avenida principal de la caverna. Aquel día los espeleólogos del GEA dejaron la punta de exploración a casi 6 km de la entrada, al borde de un pozo donde se oía de nuevo el río. Fue la última incursión de 1983, se habían explorado ya 13 km de galerías y se necesitaban nuevas estrategias para optimizar las exploraciones. 
1984 fue un año de vivacs subterráneos. El primero de ellos - el Camp 84 – se instaló justo a la entrada de la Gran Galería. Todas las fuerzas vivas del GEA participaron en el porteo dejando a tres espeleólogos con una tienda de campaña y el encarecido encargo de avanzar lo más lejos posible. Aquella exploración condujo a los exploradores hasta el Balcón de la Rioja y terminó al borde del Pozo Timbas, a más de un kilómetro del vivac y 7 km de la entrada. Ese año el GEA “reclutó” también a algunos compañeros del Grupo Edelweis de Burgos y del GAES de Bilbao y con ellos instaló en otoño un segundo vivac frente al Balcón de la Rioja, en lo alto de Las Escaleras (Camp 84bis). Desde allí cinco espeleólogos descendieron el Pozo Timbas y encontraron nuevamente el río que se perdía bajo un gran caos de bloques. Un último asalto de fin de año permitió a un equipo GEA – GAES escalar dos resaltes y llegar hasta la inmensa Sala de los Espejos que ese día recorrería en solitario un espeleólogo del GAES. Esta sala es el mayor volumen de cavernamiento del SHP (130 x 70 x 40 m) y encierra una verdadera montaña de bloques de 110 m de altura que es necesario primero remontar y luego descender - al menos en 80 m - para continuar la exploración. 
También en 1984, los espeleólogos del GE Edelweis desobstruían en uno de los barrancos que descienden hacia el Valle de Losa la entrada de una cueva sopladora – la Cueva del Rebollar II - y rápidamente avanzaban 2 km hasta un gran derrumbe donde se perdía la prometedora corriente de aire. Intuyendo que la SI-44 estaba detrás, tanto el GEA como el GE Edelweis volverían en numerosas ocasiones a la cueva para retirar toneladas de piedras, pero sin conseguir nunca la anhelada conexión. 
En 1985 el GEA decidió cambiar de estrategia y volcar sus esfuerzos en prospectar la zona Oeste de Sierra Salvada,  en un intento por localizar una segunda entrada a la cueva en su extremo occidental,  que permitiera un acceso más cómodo y sobre todo más corto al sector terminal. Las prospecciones en la zona castellana dieron como resultado el hallazgo de la Sima de las Marcenejas, una nueva caverna de desarrollo kilométrico, cuya exploración, lejos de conducir a la SI-44, supuso mucho esfuerzo y varios sustos con las crecidas del río subterráneo. 
Durante la campaña estival de 1985 y en una memorable punta de 27 horas,  un equipo GEA - Edelweis cartografió la Sala de los Espejos, sin encontrar una continuación evidente. Unos días después, un segundo equipo de veteranos localizó en el fondo de la sala unos estrechos pocetes, bautizados en su honor como Pozos de los Abuelos. Y en las Navidades de ese año cuatro espeleólogos del GEA descendían el último pozo y localizaban la continuación de la gran caverna a través de la Galería de Navidad, abandonando la exploración tras una cascada de 17 metros, en una zona deslizante y expuesta a más de 9 km y medio de la entrada. En el verano siguiente, 25 horas de esfuerzo continuado de un equipo GEA-GAES  llevaría la punta de exploración medio km más adelante, hasta una zona inundada. 
Mientras todo esto sucedía en la carrera hacia el fondo, otros equipos del GEA se desplegaban en zonas laterales del itinerario principal y descubrían enrejados kilométricos de galerías (Red del Duque, Laberinto Medio, Laberinto Podrido). Además en el otoño de 1986, tras una larga desobstrucción  “con la azada”, se conseguía la conexión de la SI-44 con la primera entrada Álavaesa del SHP, la SI-57 o Sima del Navarro. 
El ataque definitivo al fondo de la caverna se produjo en el verano de 1987. Hasta esa fecha las incursiones habían sido fundamentalmente puntas de exploración; los equipos de espeleólogos entraban y tras 15-27 horas de trabajo continuado retornaban a la superficie muy cansados, con mucho sueño y también con varias decenas de km en las piernas. Además, las prospecciones para la localización de una nueva entrada tampoco habían tenido un resultado positivo. Todo ello condicionó la necesidad de instalar un nuevo vivac avanzado - el Camp 87 -  y el lugar escogido fue una galería seca situada a 7,5 km de la entrada, al pie de la espectacular subida a la Sala de los Espejos (la Sudas Priest). El campamento se instaló y abasteció con el apoyo de 17 ilustres espeleólogos de la UEV,  como entrenamiento previo para la expedición estival de aquel año a la sima BU56 en el Pirineo navarro. 
Los primeros huéspedes de aquel Camp 87 fueron tres espeleólogos veinteañeros del GEA que formaban el primer equipo de punta de la campaña de verano de 1987.  Tras pernoctar en las hamacas, salieron del vivac pesadamente cargados, llegaron al último punto explorado, atravesaron una zona inundada, descendieron una cascada de 15 m y 250 m más adelante el río moría en un sifón de aguas claras y verdosas (Sifón 87), a 11 km de la entrada SI-44. Como está registrado en el informe de salida, eran las 7 de la tarde del 27 del 7 del 87. Hicieron un último intento por buscar una continuación escalando la pared izquierda del sifón pero sin éxito. De regreso, la topografía de 1.600 m de galerías fue larga y fría y tras veinticuatro horas de trabajo estaban de regreso el vivac. A la salida de la sima les esperaba una botella de champán y un tiempo típicamente estival en la sierra, con niebla cerrada y visibilidad a diez metros.
1987 fue el año del XXV Aniversario del GEA y concluyó con un nuevo éxito en el SHP, pues en otoño se logró conectar la sima SR-7 (explorada en 1981) con las galerías de la SI-44, a través de una bóveda sifonante con un palmo de aire y un viento espeluznante. Desde el descubrimiento de la SI-44 en 1983 habían trascurrido sólo cinco años de exploraciones y la gran red subterránea – en adelante el SHP - tenía ya 40 km de desarrollo y 415 m de desnivel. 
En 1988 las exploraciones continuaron en el Río de Kobata (Las escaladas) y en la campaña estival un equipo alcanzó nuevamente el Sifón 87. 1988 fue también el año de la incursión de fin de semana que protagonizaron seis espeleólogos del GEA al sector terminal (36 h) y donde se exploraron, sin tiempo para más,  algunos centenares de metros de galerías en el mismo Sifón 87 y zonas próximas. También ese año se realizó la espectacular escalada del Balcón de la Rioja que fue la clave para el descubrimiento del Rio de los Navarros. 
En 1989 el GEA reemprendió la búsqueda de la “entrada del Oeste” que ya había intentado sin éxito durante los años 84-85. En primavera retornó con el GE Edelweis a la Cueva del Rebollar II, donde se realizó un trabajo de desobstrucción agotador que no obtuvo ningún resultado. En el exterior de la sierra, las prospecciones dieron como resultado el hallazgo de dos nuevas simas,  Pozo Nuevo II y Agua de los Losinos, sigladas SF-45 y SF-46,  en el argot de los exploradores, la “45” y la “46”. Y la historia volvió a repetirse, porque ambas simas ni eran cómodas, ni mucho menos conectaban con el SHP.  Se trataba de dos simas profundas (-213,-173), de longitud kilométrica (2,5 y 1 km respectivamente) y bastante “exclusivas” por su estrechez para los espeleólogos del GEA con carnet de flacos. 
Los años 90: años de perseverancia
A los equipos de los años 90 les tocó un trabajo menos vistoso, pero no por ello menos duro, porque lo grande, evidente y cercano a la entrada SI-44 ya estaba hecho. La sucesiva revisión de incógnitas, llevó a decenas de nuevas incursiones en la cueva que finalmente proporcionaron resultados importantes como el descubrimiento del Río de los Navarros y de la Red del despitado que incrementaron en casi 10 km la longitud del SHP. 
La necesidad de una masa crítica para atacar las exploraciones en el sector terminal, llevó al GEA a organizar las XVIII Jornadas de Espeleología del País Vasco en noviembre de 1990. Se habilitaron dos vivacs subterráneos (Camp 84 y Camp 87) y 50 espeleólogos trabajaron en el interior de la sima,  doce de ellos más allá de la Sala de los Espejos. Aquellas Jornadas que transcurrieron entre sobresaltos por las crecidas de los ríos subterráneos, permitieron explorar varios kilómetros de galerías nuevas en sector terminal, aunque sin conseguir cortocircuitar el Sifón 87. También se localizó el Río de los Navarros y el equipo de exploración número 6,  escaló y cartografió al pie del segundo vivac de 1984,  una galería de 400 m de longitud de “dimensiones potentes (sic)” que en apariencia terminaba en un desplome de bloques …
En 1993 comenzaba la exploración del Río de los Navarros que continuaría en 1994 y cuyo resultado aportaría varios kilómetros al desarrollo del SHP. Para ello se instaló un cuarto vivac en la Galería del Balcón de la Rioja, junto al Pozo del Miedo: el Camp 94. También en 1994 se inició una revisión sistemática de incógnitas. Y al poco tiempo saltó la sorpresa en la Red del Duque, donde un paso estrecho, camuflado entre bloques, bautizado como Paso del Despistado, abrió la entrada a un enrejado de 5 km de nuevas galerías;  una nueva cueva dentro de la propia cueva. 
La campaña de verano de 1996 tuvo como objetivo una incursión hasta el Sifón Terminal, con objeto de recoger muestras de agua para el estudio de los ríos subterráneos. En los años siguientes (1997-1999), las campañas estivales se focalizaron en el Río de Kobata, que se atacó desde la sima SR-7 a través de la bóveda sifonante situada a pie de pozos  (las Termas de Borisán) y donde se exploraron nuevas incógnitas, se levantó el perfil longitudinal, se ajustó la poligonal topográfica entre la boca SR-7 y el P23 y también se realizaron las primeras travesías entre las entradas SR-7 y SI-44 (6,5 km/- 250 m). 
En diciembre de 1997 el GEA volvió a organizar las XXIV Jornadas de Espeleología del País Vasco en el SHP, con la participación de 90 espeleólogos. Las actividades se centraron en el desarrollo de dos ensayos con trazadores fluorescentes, para determinar la conexión de los ríos subterráneos del SHP y de la Sima de Pozo Nuevo II (SF-45) con los principales manantiales de la zona (la Cueva del Agua y el Manantial del Cadagua). En el SHP se habilitó el Camp 94 para que 12 espeleólogos vivaquearan en el interior de la sima. La fusión de las nieves aceleró la salida de los trazadores inyectados en ambas simas y a los pocos días fueron detectados visualmente en la Cueva del Agua, en Quincoces de Yuso. En el Manantial del Cadagua, el análisis de los detectores pasivos allí instalados resultó positivo al trazador inyectado en el SHP. 
Los años 2000: la gran sorpresa
En 2000 y en una nueva incursión con los grupos vascos,  el GEA realizaba una segunda prueba de trazado para confirmar la conexión entre el SHP y el Manantial del Cadagua. Las fuertes lluvias de esos días activaron de forma imprevista la Cueva del Agua y una fracción importante del trazador inyectado en el SHP afloró súbitamente por este punto de agua, impidiendo su detección final en Cadagua.
En el verano de 2001, Fritz Kunzel, buceador del Espeleo Club de Gracia, superaba con éxito el sifón de río arriba de la sima SR-7 (80 m). Para nuestra desgracia, dos meses después,  el 9 de septiembre, Fritz fallecía ahogado en el segundo sifón de la Cueva de L´Artiguo Bajo, en Escuain (Huesca). 
En 2003 se cumplían 20 años del descubrimiento de la entrada histórica al SHP y, para conmemorar el evento, el GEA en pleno realizó la travesía entre las entradas  SR-7 y SI-44. Ese otoño buceadores de los grupos Tritón, Izurde y CBFME bucearon la Cueva del Agua,  consiguiendo llegar al fondo del Pozo Lamarca (-55) y avanzar 375 metros de galería inundada en dirección al SHP.
En 2011 el SHP fue escenario del simulacro general del Espeleosocorro Vasco, en el que participaron un total de 100 personas, 76 en el interior de la sima. El simulacro planteó varios recorridos encadenados entre el final de la Galería Indianápolis y la entrada SI-44 y tuvo una duración ininterrumpida de 23 horas.
En los últimos años se exploraron alrededor de 4 km de nuevas galerías, en las zonas del Laberinto Medio y El Duque, y en 2014 el GEA anunciaba la cifra de 60 km para la longitud del sistema espeleológico. Ese mismo año se localizaba desde superficie la Sala de los Espejos, contando para ello con el apoyo y el equipamiento tecnológico del Grupo de Tecnologías en Entornos Hostiles de la Universidad de Zaragoza. 
Pero el acontecimiento más relevante de los años 2000 se producía en noviembre de 2015, cuando el GE Takomano, tras un descomunal trabajo de desobstrucción, superaba el derrumbe final de la Cueva de Rebollar II y conectaba con el SHP, consiguiendo el cuarto acceso penetrable a la red subterránea y haciendo realidad un largo sueño perseguido por los pioneros del SHP. Veinticinco años después, la conexión se producía en aquella misma galería que el equipo 6 había escalado en las Jornadas Vascas de 1990. 
Epilogo
La nueva entrada habilitada en 2015 -  la Cueva del Rebollar II - reduce drásticamente las distancias y los tiempos de exploración hasta los puntos más alejados del SHP, incrementa radicalmente la comodidad del recorrido y archiva para siempre todas las penosas incursiones desde la entrada SI-44 que realizaron los pioneros y que se relatan en este artículo, abriendo un tiempo nuevo para las exploraciones del sector terminal de la cueva que ahora adquieren una dimensión más humana. 
La longitud del SHP supera los 70 km en 2016. Para los que siempre soñamos con un sistema espeleológico de más 100 km en Sierra Salvada,  esta nueva puerta puede ser la clave para continuar avanzando hacia el Manantial de Cadagua, situado a 18 km de aquí y donde en último término resurgen las aguas que transitan por la gran caverna. 
La exploración continua …

## Situación geográfica y contexto geológico
La Sierra Salvada forma parte de la fachada norte de la meseta castellana en su límite con la cornisa cantábrica. Más en concreto se sitúa en la muga noroccidental de Álava, a caballo entre el alavés valle de Ayala  por el N y el burgalés valle de Losa por el S, a unos 40 km en línea recta de la capital Vitoria. Como consecuencia de la evolución histórica de la zona, la complejidad territorial en la sierra es bien patente y su superficie se reparte entre las provincias de Álava y Burgos, completando el rompecabezas administrativo un pequeño rombo de terreno que pertenece al enclave vizcaíno de Orduña. Los principales accesos se realizan desde las carreteras A-2625 y  A-2604 que remontan los puertos de Orduña y Angulo y perpetúan el trazado de los caminos medievales de herradura entre Castilla y el mar, sirviendo, al mismo tiempo, como delimitación geográfica de Sierra Salvada por el E y el O respectivamente.  
Geológicamente Sierra Salvada ocupa una posición central en el amplio afloramiento de edad Cretácico Superior (Coniaciense), denominado comúnmente en la bibliografía como Calizas de Subijana.  Esta formación carbonatada tiene unos 200-250 m de espesor en la zona de estudio, con disposición monoclinal y buzamiento de 1-8º hacia el S/SSW, quedando intercalada a muro y techo entre unidades más margosas (margas de Zuazo y Osma respectivamente) ().Un apretado sistema de fracturas de dirección predominante E-W y espaciado centimétrico a métrico se interseca con las calizas y ejerce un control fundamental sobre el desarrollo del cavernamiento en la sierra.
Las calizas presentan una estructura tabular, con morfología de cuesta hacia la vertiente mediterránea (S) y cortada profundamente al N por el dominio cantábrico. Las cumbres principales alcanzan una altitud en torno a los 1.100 m, con cota máxima en el Pico Eskutxi (1.180 m). El frente septentrional de la sierra es por tanto la zona de mayor altitud, con 1000-1150 m de altura media y un desnivel de 600-700 m sobre el valle de Ayala. Esta ruptura de pendiente forma un escarpe vertical de unos 100 m de altura en las calizas y un talud pronunciado a lo largo de la unidad margosa subyacente. Hacia el S en cambio, la cuesta desciende suavemente hacia el valle burgalés de Losa, hasta los 664 m como altitud de referencia en la localidad de Quincoces de Yuso. La superficie de la sierra suavemente ondulada se interseca con varios valles entre los que destacan los barrancos de Kobata, Ponata y Tremoledo. El lapiaz semicubierto y las dolinas son los fenómenos exokársticos más representativos, destacando en este último caso las alineaciones E-W y N-S. 
La plataforma caliza alberga un karst bien organizado y muy desarrollado. El catálogo de fenómenos espeleológicos inventariado en Sierra Salvada (Álava, Vizcaya, Burgos) es de unos 350 (López de Ipiña y Pinedo 1986, Anton y Rioseras 2000, García et al. 2004, Gorosarri y Maeztu 2006). Las grandes redes espeleológicas se orientan E-W y totalizan unos 95 km de conductos subterráneos cartografiados. El fenómeno más representativo es el SHP con 70 km de longitud y una profundidad de 415 m. Dentro de esta red espeleológica destacan por su singularidad un conjunto de conductos de dimensiones excepcionales, rectilíneos y orientados fundamentalmente E-W, con abundantes rellenos clásticos y secciones alargadas en altura que alcanzan hasta los 20 x 40 m.

## Descripción de la red espeleológica
Los 70 km de galerías dibujan en planta una estructura groseramente lineal, alargada en sentido E-O, que quedaría encerrada dentro de un paralelepípedo de 14 km² de superficie y 7,7 km de lado mayor. El punto más bajo se alcanza en el Sifón 87, a la cota -415 m con respecto a la boca más alta, la Sima del Barranco de Kobata I (SR-7).
La entrada histórica SI-44 (Bizkaia) da acceso a una sucesión de pequeños pozos, enlazados por angostos meandros, que desemboca transversalmente en el Meandro Paulova (-45). Hacia el E, aguas arriba, el sector Río Arriba remonta el Río del Barranco de Ponata durante 2 km hasta la entrada SI-57 (Álavaa). 
Aguas abajo los afluentes que convergen en el Meandro Paulova forman la cabecera del Río del Hayal de Ponata. Un afluente situado a 1 km de la entrada conduce a la extensa Red del Duque, zona del complejo que concentra, desde un único acceso, una quinta parte del desarrollo topográfico del SHP. Sus amplias galerías contienen espléndidos ejemplos de conductos forzados y bellos conjuntos de espeleotemas donde, en ocasiones, destacan sobre costras de yeso de espesor centimétrico, flores y agujas de este mismo mineral.
El río continúa hacia el O un kilómetro y medio más hasta perderse en un sifón al término de la Galería Indinápolis, al fondo de un pozo de 11 (P11). Desde aquí y siguiendo, primero la Galería de la Muela y después el  Papa Paulova, se accede al Pozo de 23 (P23), punto de conexión con el Río de Kobata, situado a 4 km de la entrada SI-44.
Este río es la principal corriente subterránea del SHP y recibe en su trayecto varios afluentes de desarrollo kilométrico, como el Aporte de los Rápidos o el Río de los Navarros.
Aguas arriba del P23, dos kilómetros de galería atlética, plagada de cascadas y marmitas y un sifón que, en aguas bajas, apenas deja unos centímetros de aire (las Termas de Borisan), conducen a la sima SR-7 (Álava), donde remontando 120 m de verticales, se puede ganar nuevamente la superficie.
El río continúa aguas abajo hacia el O, por un cañón muy alto y con grandes marmitas en el cauce. A algo más de 5 km de la entrada y al término de Los Rápidos, punto complicado en caso de crecida, los tramos acuáticos dan paso a la Galería de los Siete Magníficos, la principal avenida del SHP. El conducto se orienta sobre una falla vertical N90E y presenta dimensiones excepcionales, hasta 20 x 40 m. Las acumulaciones de grandes bloques definen una serie de conos de fuerte desnivel que, hábilmente numerados en su día por los exploradores, dieron riguroso nombre a la galería.
Un kilómetro más adelante, en la zona de la galería conocida como Balcón de la Rioja conecta el conducto principal de la Cueva del Rebollar II (Burgos), que permite el acceso a esta zona del SHP desde los valles burgaleses que dan vista a Losa.
A 8 km de la entrada SI-44 se localiza la Sala de los Espejos, el mayor volumen de cavernamiento del SHP (130 x 70 x 40 m) y de Sierra Salvada. Situada en la intersección de la falla que orienta la galería principal con otro ejemplar de dirección N115E, la sala encierra una verdadera montaña de bloques de 110 m de altura que es necesario remontar y descender , al menos en 80 m, para continuar la exploración. 
En la Sala de los Espejos, los Pozos de los Abuelos  dan acceso a la Galería de Navidad. Aquí el río reaparece con caudal engrosado y con una orientación NE-SO discurre otros 2,5 km hasta el sifón terminal (Sifón 87), a 11 km de la entrada SI-44. 
Actualmente (2016) se han retomado las exploraciones en la Galería de Navidad,  la zona más desconocida del SHP, donde se localizan algunos pisos superiores de notable desarrollo (Galerías del niño, Galerías de ruso, Meandro ATPC).

## Funcionamiento hidrológico
La Sierra Salvada forma parte de la divisoria de aguas cantabro-mediterránea. El dispositivo espeleológico instalado en la zona jerarquiza y controla el flujo subterráneo de la unidad kárstica hacia el W. El trazado realizado en 1997 por el GEA en el SHP, conecta el área de estudio con el manantial del río Cadagua situado en el valle de Mena (Burgos), a unos 18 km en línea recta de la zona, por lo que la divisoria de aguas subterráneas estaría desplazada hacia el S con respecto a la divisoria superficial. 
En posición intermedia entre ambos puntos de agua se sitúa la Cueva del Agua, cercana a la localidad de Quincoces de Yuso y con conexión probada mediante trazado con los sistemas espeleológicos de Sierra Salvada (SHP, Sima de Pozo Nuevo II, Sima de las Marcenejas). Esta cueva funciona como trop-plein y evacúa en puntas de crecida al río Jerea caudales superiores a la decena de m3/s, por lo que en aguas altas escamotea recursos cantábricos del sistema kárstico hacia la cuenca del Ebro.

## Espeleogénesis y ensayo de cronología
En lo que se refiere a la génesis y configuración del relieve de Sierra Salvada, las ideas planteadas por Hazera (1968) continúan aún vigentes. Este Cuenca hidrográfica del Ebro|autor describe por primera vez la conservación de un relieve maduro en la zona alta de la sierra, anterior a la última etapa de realce vigoroso del relieve. 
También en relación con vestigios de procesos geomorfológicos antiguos sobre la misma unidad (Calizas de Subijana), hay que señalar el hallazgo de fragmentos de cantos y bloques silíceos muy redondeados en el interior de varias simas de la sierra de Gibijo, situada unos 15 km al SE del área de estudio (Gorosarri et al 2012). Tales evidencias se interpretan como restos relictos de depósitos aluviales con material de gran tamaño, sin relación con el karst actual. El dispositivo que los depositó debió de ser anterior a la excavación de los valles actuales y a la posición actual, aislada en altura, de la plataforma de Gibijo. 
Todo ello sugiere una posición original de la plataforma calcárea a menor cota, que podría corresponder con un paleo-relieve suavizado y en posición baja respecto de los relieves circundantes (área fuente silícea) y que habría sido totalmente desmantelado tras un levantamiento posterior del relieve (el mismo que dejaría colgadas las formas maduras descritas por Hazera).